# Felix Passlack
Felix Passlack (Bottrop, 29 maggio 1998) è un calciatore tedesco, difensore o centrocampista del Bochum.

## Caratteristiche tecniche
Nasce esterno di centrocampo, ma viene prevalentemente impiegato come terzino su entrambe le fasce.
Nel 2015 è stato inserito nella lista dei migliori cinquanta calciatori nati nel 1998 stilata da The Guardian.

## Carriera

### Club
Ha esordito da professionista con la maglia del Borussia Dortmund il 2 marzo 2016 nel match di Bundesliga vinto per 0-2 in casa del Darmstadt, scendendo in campo dal primo minuto.
Il 22 novembre segna il suo primo gol in Champions League nel match contro il Legia Varsavia vinto 8-4. L'11 aprile 2017, alla vigilia della partita di Champions League contro il Monaco, un'esplosione investe il pullman su cui viaggiavano lui e la sua squadra.

### Nazionale
Ha giocato per tutte le nazionali giovanili tedesche dall'Under-16 all'Under-19, indossando spesso la fascia di capitano.

## Statistiche

### Presenze e reti nei club
Statistiche aggiornate al 2 dicembre 2017.
| Stagione                 | Squadra                  | Campionato               | Campionato | Campionato | Coppe nazionali | Coppe nazionali | Coppe nazionali | Coppe continentali | Coppe continentali | Coppe continentali | Altre coppe | Altre coppe | Altre coppe | Totale | Totale |
| Stagione                 | Squadra                  | Comp                     | Pres       | Reti       | Comp            | Pres            | Reti            | Comp               | Pres               | Reti               | Comp        | Pres        | Reti        | Pres   | Reti   |
| ------------------------ | ------------------------ | ------------------------ | ---------- | ---------- | --------------- | --------------- | --------------- | ------------------ | ------------------ | ------------------ | ----------- | ----------- | ----------- | ------ | ------ |
| 2015-2016                | Borussia Dortmund        | BL                       | 3          | 0          | CG              | 0               | 0               | UEL                | 0                  | 0                  | -           | -           | -           | 3      | 0      |
| 2016-2017                | Borussia Dortmund        | BL                       | 10         | 0          | CG              | 2               | 0               | UCL                | 2                  | 1                  | SG          | 1           | 0           | 15     | 1      |
| ago. 2017                | Borussia Dortmund        | BL                       | 1          | 0          | CG              | 1               | 0               | UCL                | 0                  | 0                  | SG          | 1           | 0           | 3      | 0      |
| Totale Borussia Dortmund | Totale Borussia Dortmund | Totale Borussia Dortmund | 14         | 0          |                 | 3               | 0               |                    | 2                  | 1                  |             | 2           | 0           | 21     | 1      |
| ago. 2017-2018           | Hoffenheim               | BL                       | 2          | 0          | CG              | 0               | 0               | UEL                | 1                  | 0                  | -           | -           | -           | 3      | 0      |
| Totale carriera          | Totale carriera          | Totale carriera          | 16         | 0          |                 | 3               | 0               |                    | 3                  | 1                  |             | 2           | 0           | 24     | 1      |

## Palmarès

### Club

#### Competizioni nazionali
- Coppa di Germania: 2

Borussia Dortmund: 2016-2017, 2020-2021
- Football League Championship: 1

Norwich City: 2018-2019

### Individuale
- Medaglia d'Oro Fritz-Walter (Under-17): 1

2015